# Torpédové čluny PT

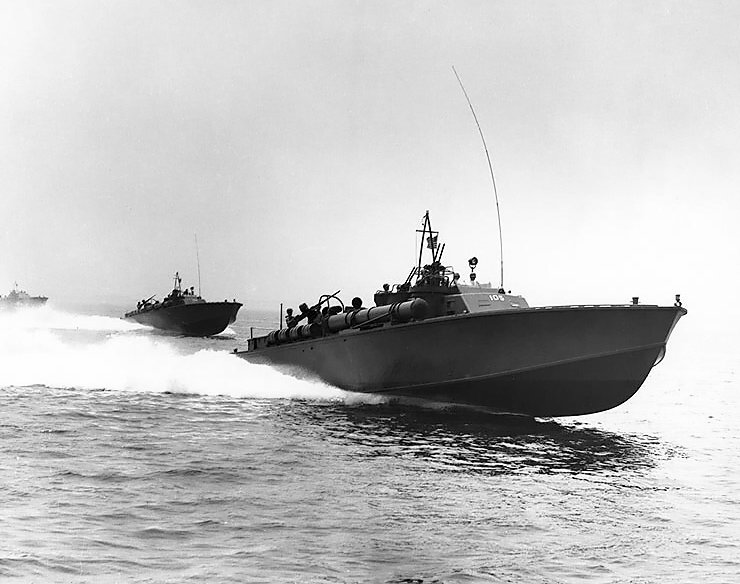
PT-105 při výcviku v roce 1942

Torpédové čluny PT byly torpédové čluny, používané americkým námořnictvem v průběhu druhé světové války. Označení PT je zkratkou pro slov Patrol Torpedo. Čluny PT dosáhly největších úspěchů zejména v oblasti Tichého oceánu. Hlavním úkolem těchlo malých a levných plavidel byl boj proti hladinovým plavidlům nepřítele, byly však používány i k dalším úkolům, například ostřelování cílů na pobřeží.

## Charakteristika
Člunů PT bylo postaveno značné množství, přičemž jejich výroba se soustředila u firem Elco, Higgins a Hutchins, z nichž každá vyráběla odlišný model.

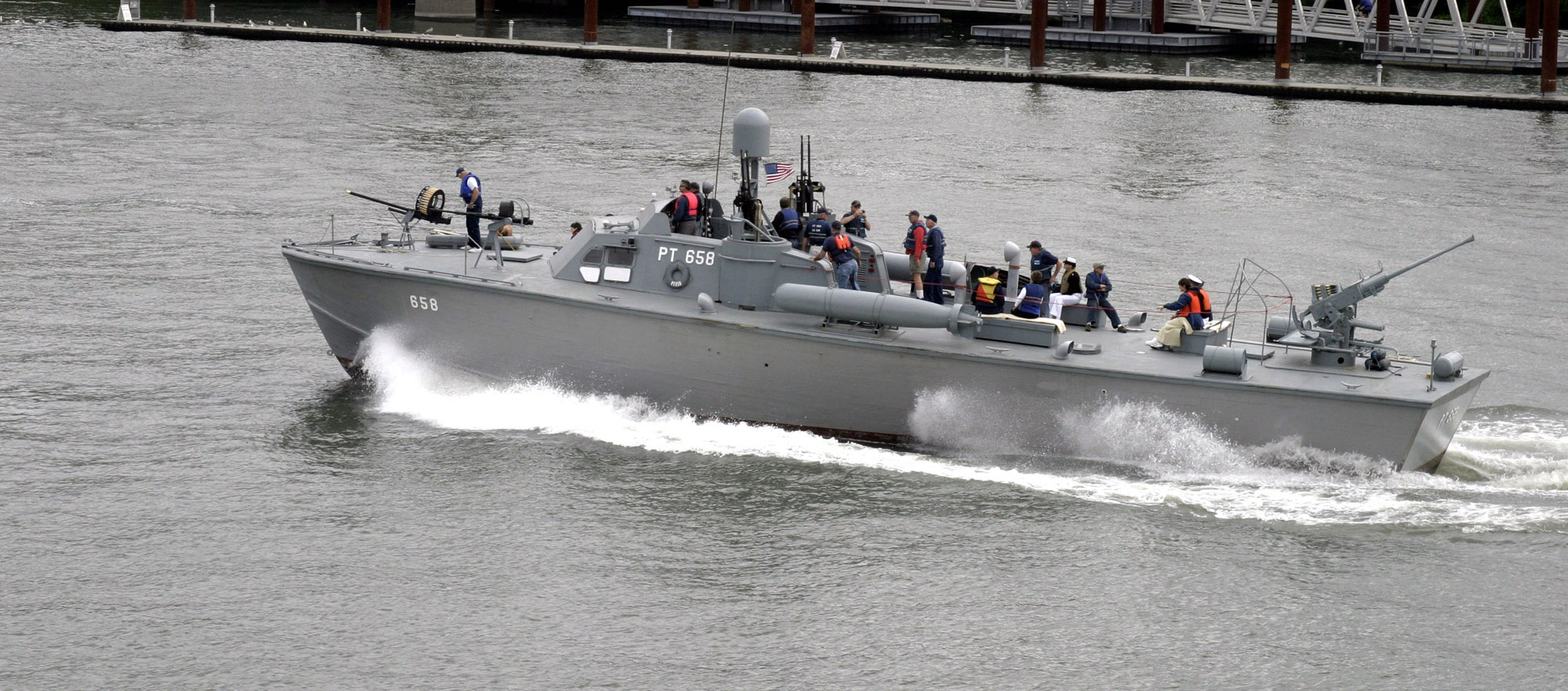
Dodnes dochovaný člun PT-658

Nejrozšířenější byla plavidla firmy Elco. Čluny od loděnice Higgins byly odvozeny od britských torpédových člunů firmy Vosper a čluny od firmy Hutchins byly přímo jejich kopií. Rozměry jednotlivých lodí se lišily, stejně jako jejich výzbroj. Jejich délka byla přibližně 24 metrů a výtlak okolo 55 tun.
Standardní výzbroj tvořily původně čtyři 533mm torpéda Mark 8 a dva dvouhlavňové 12,7mm kulomety M2 Browning. Během války byly nově montovány například 37mm a 40mm kanóny, vypouštěcí zařízení neřízených raket (obvykle ráže 114,3 mm a později také 127 mm), minomety či skluzavky pro hlubinné pumy. Naopak dvě ze čtyř torpédových rour byly u mnoha lodí odstraněny, aby byl získán prostor pro jinou výzbroj. Od poloviny roku 1943 se na člunech PT začala objevovat 569mm torpéda Bliss-Leavitt Mark 13, která nebyla umístěna v torpédometech, ale v držácích, odkud byla svrhávána do vody vedle člunu.

## Známé torpédové čluny PT

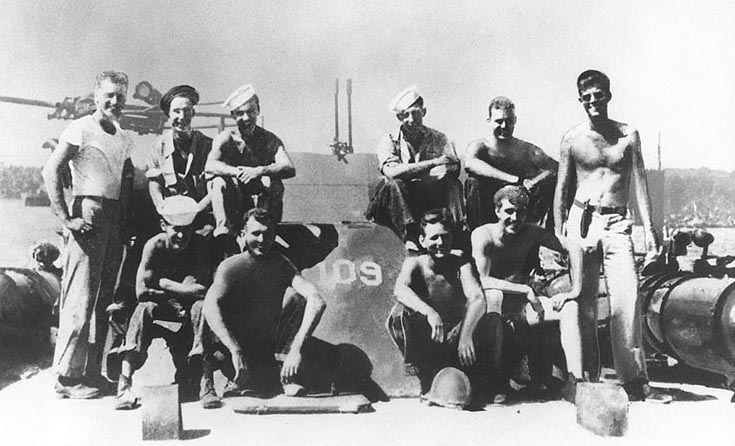
Posádka člunu PT 109, první zprava por. John F. Kennedy

K nejznámějším člunům tohoto typu patří PT-109, kterému za války velel budoucí americký prezident John Fitzgerald Kennedy. Při akci v oblasti Šalomounových ostrovů byl PT-109 dne 2. srpna 1943 taranován, přepůlen a potopen japonským torpédoborcem Amagiri. Kennedy a jeho posádka se poté museli bez jídla několik dní skrývat na březích ostrůvků u New Georgie, než byli zachráněni.
Další známou lodí byl PT-41, který dne 12. března 1942 evakuoval z filipínského ostrova Corregidor amerického generála Douglase MacArthura. Velitel lodi John D. Bulkeley za tuto akci obdržel nejvyšší americké vyznamenání Medal of Honor.